# Amores que matan (telenovela ecuatoriana)
Amores que matan es una telenovela escrita por Ignacio Esains, Pablo Velázquez, Cecil Stacio y Jorge Lozada, producida por Roxana Varas, dirigida por Marcos Espín y Nitsy Grau y emitida por la cadena Ecuavisa en el año 2005, contó con 83 episodios aproximadamente. 
Protagonizada por Flor María Palomeque, Andrés Garzón y Maricela Gómez junto a Carolina Jaume como protagonista juvenil y con las participaciones antagónicas de Eduardo Carrera y Claudia Gómez.

## Sinopsis
Cuatro historias de amor se cruzan en la redacción de La Roja, un periódico de crónica roja de Guayaquil, historias que exploran la complejidad de las relaciones de familia, los valores, y la lucha constante de los personajes por mantener la unión familiar, o por lo menos la imagen de la unión familiar.
En 2005 fue un año en que la teleaudiencia estuvo pendiente de cómo se desataría el final de estas historias de amor. Definitivamente son cosas que pasan, son "Amores que matan" pero nadie muere jamás.

## Elenco
- Flor María Palomeque -  Reyna Albornoz
- Andrés Garzón - Wagner Altamirano
- Maricela Gómez - Norma de Altamirano
- Carolina Jaume - Cristina Hinojosa
- Eduardo Carrera
- Efraín Ruales - Daniel
- Claudia Gómez
- Maribel Solines
- Carlos Valencia: Dario
- Carlos Piñeiros
- Roberto Chávez
- Darío León
- Leopoldo Morales - Toño "El Cubano"
- Marilú Pesántez
- Frank Bonilla
- Jaime Arellano
- Carmen Angulo
- Prisca Bustamante
- Antonio Santos
- Estela Álvarez
- Samantha Grey

## Producción
- Este melodrama con toques de historias de amor, pero con toques de suspenso se convierte en la última telenovela que produjo el canal en casi 40 años ininterrumpidos de realización de dramáticos, esto debido a razones económicas y políticas del país, hasta el año 2007 cuando Ecuavisa retomó la producción de dramatizados con La novela del Cholito.